# Andrea Ruffolo
Andrea Ruffolo, conosciuto anche come Andrea Nikolaevic Ruffolo (Grosseto, 1º gennaio 1953), è un architetto, scrittore e pittore italiano.

## Biografia
Figlio del notaio poeta e filosofo Nicola Ruffolo, nipote del designer Sergio Ruffolo e dell'economista Giorgio Ruffolo, pronipote del compositore Alfonso Rendano, nel 1958 si trasferisce con la famiglia a Roma, dove compie gli studi classici e consegue nel 1980 la laurea in architettura, per poi iscriversi all'Ordine degli Architetti di Roma e all'Ordre des Architectes du Nord Pas de Calais, in Francia.
Partecipa come progettista alle iniziative per la settimana dell'architettura indetta dall'Istituto Nazionale di Architettura (In/arch)  a Roma con due progetti coordinati da Viviana Campajola. Successivamente collabora come progettista collaboratore non firmatario al progetto per il nuovo Campus Universitario di Udine, coordinato dall'architetto Manfredi Nicoletti, risultato vincitore nel 1982 e autorizzato alla realizzazione.
Dal 1989 al 1991 è stato componente dell'Ufficio Studi del Ministero dell'Ambiente diretto da Corrado Clini oltre che docente di Teorie dell'urbanistica all'Università di Reggio Calabria (Università Mediterranea).
Dal 1990 al 1991 è stato rappresentante italiano del Ministero dell'Ambiente al gruppo Affari Urbani del Organizzazione per la cooperazione e lo sviluppo economico - OCSE.
dal 1990 al 2018 cura la direzione lavori e la progettazione di diversi edifici e interni. In particolare nel 1996 progetta e dirige i lavori degli Uffici delle Oil-Entreprise/Shell Italia in via Due Macelli (piazza di Spagna)  Roma.
Membro della commissione di collaudo del restauro del Castello di Otranto e del circuito museale, nel 2000 viene nominato come componente della commissione per la Prima Conferenza Nazionale sul Paesaggio Italiano, istituita presso il Ministero dei Beni Culturali.
Nel 1998 nell'ambito dei progetti per il Giubileo 2000 propone la riabilitazione dell'area urbana degradata, estendendo il Parco a ridosso di Villa Piccolomini per la realizzazione del Museo di tutte le religioni del mondo. Tale proposta, commentata su Il Tempo del 27 Febbraio 1998, e su il Manifesto da Ella Baffoni ed anche dall' arch. Bruno Zevi in una sua lettera personale ( 27/01/1998),  verrà opposta dal team dall'Onorevole Luigi Zanda (Commissario per le Opere del Giubileo del 2000) il quale al posto del recupero dell'area e la realizzazione di un Museo di tutte le Religioni del Mondo, preferisce realizzare una grande area di sosta per pullman turistici ora (2024) lasciata in totale abbandono. 

## Pittore e disegnatore
Inizia da piccolo, nel febbraio 1963, a esporre opere alla Quarta Mostra d'arte dello Studente presso il Palazzo delle Esposizioni di Roma, patrocinata dal Giornale d'Italia.
Ha illustrato due libri del padre Nicola Ruffolo: nel 1977 "La Cosmologica" e nel 1982 il libro di poesie "Guazzabuglio". Ha inoltre collaborato come graphic designer con il Venerdì di Repubblica
Ha partecipato a diverse esposizioni personali, come quella di Art Moments (2008)  e quella del 2011 dove vinse il Concorso Nazionale "150 murales" per un murale celebrativo del 150º anniversario dell'unita d'Italia, realizzato nel comune di Montopoli di Sabina (RI).
Ha partecipato nel 2013 all'esposizione collettiva "Parlons d’Elle" presso l'Ambasciata di Francia per la giornata della donna mentre nell'agosto 2019 partecipa alla seconda edizione del Premio Enrico Zarletti a Blera (VT)
Nel settembre 2019 ha organizzato e partecipato alla manifestazione espositiva nella Torre Monaldesca col patrocinio del Comune di Civitella d'Agliano (VT) con due pittori francesi tra cui Alex Claude, in cui ha esposto le opere della sua nuova produzione basata sulla rivisitazione della street art e allestendo all'esterno pannelli di tele dipinte di ispirazione cinese zen che si muovevano al vento, intitolandola wind art.
Delle sue opere hanno scritto Jolena Baldini “Berenice“, nella Rubrica "Settevolante” di Paese Sera 1978 e sulla Rivista del Credito Cooperativo 1995, Fabiana Mendia e Anna Lisa Martella nelle Rubrica “Vi segnaliamo” del il Messaggero 2008 e 2010, Bruno Cagli su Paese Sera 16 aprile 1978, Antonella Bonavita, Francesca Pagnotta e Carmine Benincasa nella presentazione della personale 'Il libro e altri racconti' 2010.
Nell'ottobre 2022, cura la scenografia dello spettacolo Parole e note - Ridon..Dante presso il Piccolo teatro dell'Arte con un allestimento di 100 pannelli ognuno dei quali dedicato a un singolo canto della Divina Commedia. Le musiche sono del Maestro Francesco di Giovanni e la regia di Francesco Proietti.  Nello spettacolo egli stesso recita il canto V dell'Inferno.
In Aprile 2025 presenta nuovi lavori dedicati alla Cina, la mostra dal titolo “La cina è vicina” raccoglie i commenti critici di Antonella Bonavita, Bianca Ruffolo e Carlotta degli Innocenti e si sofferma sull'arte poetica cinese del Paradiso. Come scrive Bianca Ruffolo (figlia dell'Autore), Lao Tsu, nel Dao,  proiettava Il Paradiso nello spazio lontano, atemporale dove regna la pace e l'integrità della natura. Nella presentazione Antonella Bonavita riconosce il modo di procedere dialettico  di Andrea Ruffolo tra complessità dell'opera e definizione del dettaglio. Mentre Carlotta degli Innocenti riconosce l'ideale di serenità di uno spazio sacro e paradisiaco come quello delle poesie di Li Po.

## Scrittore
Nel corso della sua carriera ha svolto attività come ricercatore, pubblicista e saggista su temi architettonici, archeologici, paesaggistici e ambientali.
Ha collaborato come pubblicista tra il 1990 e il 1993  con il quotidiano l'Avanti  ( articolo sull'inquinamento automobilistico del 1/10/ 1988)  presentando diversi articoli su tematiche ambientali e di restauro. 
Un suo saggio è apparso sulla Documentazione per la Prima Conferenza Nazionale sul Paesaggio Italiano, Editore Gangemi.
Ha scritto di versi saggi per la rivista Urbanistica Informazioni e per gli Annali di Igiene su tematiche di carattere ambientale.
Nel 1999 divenuto guida accreditata di Roma e del Vaticano, avanza l'ipotesi che la Bocca della Verità sia l'originario impluvium del Pantheon, dedotta dal tipo di marmo, dalla dimensione corrispondente all'attuale impluvium, dal peso e dal rilievo databile tra il II e il III secolo D.C.
Nel 2010 inizia la sua attività di narratore con il racconto Qui c'è qualcosa che non va  (libro denunciato dal Prof. Sabatello -psichiatra- riconosciutosi in uno dei personaggi e che - per non aver ricevuto il Ruffolo la convocazione della causa ed essendo assente al processo- ha ottenuto dal Tribunale l'indennizzo per il “patema d'animo” subito dallo psichiatra nella lettura)  seguito  Nel nome del padre della figlia e dello spirito saggio e da La pistola del Padre (Nascita e morte di una famiglia di oggi), entrambi ispirati a vicende autobiografiche legate al suo processo di separazione e affido della figlia,  che lo porteranno nel 2014 alla pubblicazione del libro Se questo è un padre con prefazione di Maria Rita Parsi e introduzione di Stefano Adami, pubblicato da Effigi Edizioni.
Ha curato la pubblicazione del manoscritto autobiografico di resistenza e prigionia del padre Nicola Ruffolo nel libro 'Roma 1944: storia della mia cattura e fuga dai nazisti'  pubblicato con un'intervista a Giorgio Ruffolo e menzionato nel libro La musica della Memoria di Marco Ruffolo.
Ha curato la riedizione de 'La Cosmologica' del padre Nicola Ruffolo edito inizialmente da Signorelli Editore. 
Ha curato la pubblicazione dei libri 'Racconti scritti con i piedi' e 'Attraverso' mediante un progetto editoriale on-line che ha riunito diversi autori che si sono incontrati e conosciuti sui social grazie alla loro passione per la scrittura.
Nel 2011 pubblica una raccolta di poesie De Architectura dedicate ad architetture come il Colosseo o le Twin Towers di Yamasaky
Nel 2016 pubblica una raccolta di poesie dal titolo Pensieri Irragionevoli.
Nel 2016 partecipa al Festival della Poesia di Bocchignano dedicato a Elio Pagliarani organizzato da Associazione Culturale Euterpe.
Nel 2018 pubblica l'opera Guida una Eutanasia Romantica , ripubblicata in selfpublishing nel 2025 con il titolo Cupido e Psikiss -Guida a un'Eutanaisa Romantica-  con prefazione di Stefano Adami.  Essa narra, in stile pop-surrealista, il viaggio demoniaco-parodistico nell'architettura, nel turismo di massa di Roma, e l'esperienza di un architetto che deve progettare per un visionario e ribelle committente, il Tempio di tutte le Religioni del mondo, per richiamare l'attenzione di Dio sul bisogno dell'umanità di avere una spiegazione sul senso dell'esistenza. 
A gennaio 2024, pubblica ancora in self publishing...Amore Impotente poi reintitolato L'Ultima Libertà   vicenda anch'essa ispirata da vicende autobiografiche in cui  il personaggio della psicoterapeuta Michela Diotallevi rammenta le vicissitudini di due amanti di terza età Roberto e Giovanna e come il loro amore ondeggi tra speranze e delusioni. Tema centrale diventa l'indagine sull'amore di coppia  senile privato di sesso, perché il protagonista deve affrontare un tumore alla prostata che lo renderà parzialmente impotente e il rifiuto della donna che ama. 
Nel gennaio 2025 in self-publishing su ilmiolibro.it pubblica “Quella Bocca era al Pantheon” e “La Bocca della Verità e il Pantheon (interazione tra due misteri)”  in cui sulla base delle misurazioni, dei marmi usati, della posizione e dello spessore della pietra (oltre 20 cm e quindi con un peso di circa 1,5 tonnelate)  e del significato della Bocca della Verità come maschera del Dio Oceano , nonché su estratti delle letteratura latina del 1 e 2 secolo sostiene come Oceano si configuri come Genius loci del Dominio Romano. In particolare sono gli epigrammi di Seneca e i versi di Publio Virgilio Marone che attestano che Oceano una volta limite del mondo romano dopo la conquista della Britannia viene a trovarsi al centro dell'Impero Romano. Come il Tevere era il fiume della Roma repubblicana così Oceano è il fiume della Roma Imperiale. Da ciò deriva la tesi che la Bocca della Verità fosse l'originario impluvium sotto il lucernario della cupola del Pantheon, tolto dal pavimento del Pantheon dopo che l'edificio fu convertito in chiesa dedicata ai martiri cristiani. Il libro è stato acquisito e catalogato dall'INHA il prestigioso Institut National d'Histoire de l'Art di Parigi.
In febbraio 2025, pubblica altre due raccolte. La raccolta di Poesie e pensieri “Contraddire” e la raccolta di racconti dedicato a Borca di Cadore e alle vacanze presso la casa di montagna in Cadore della famiglia del padre Nicola Ruffolo, in cui sono ritratti i diversi personaggi della famiglia del padre tra i quali il nonno, i fratelli del padre Sergio e Giorgio Ruffolo e i cugini e altre figure che hanno costellato le sue vacanze.

## Opere

### Romanzi e racconti
- Qui c'è qualcosa che non va! 2010[30]
- Nel nome del padre della figlia e dello spirito saggio 2010[31]
- La Pistola del padre 2012
- Francamente 2012
- Se questo è un padre 2014 Grosseto, Effigi, ISBN 978-88-6433-417-2[32][33][34][35][36]
- A piedi sul Monte Calvino nella raccolta collettiva Racconti scritti con i piedi 2014[37]
- Venessia, finalmente e Ai confini della normalità nella raccolta collettiva Attraverso 2015
- Guida a una eutanasia romantica 2018 ISBN 978-88-9234-437-2[38]
- Guida per una vita romantica 2020 ISBN 978-88-9237-388-4
- L’amore impotente, 2024 ISBN 979-12-2280-228-2
- L'ultima libertà, 2025 Kdp-Publishing ISBN 979-8294992361
- Quella Bocca era al Pantheon 2025 ISBN 9791222809694
- la Bocca della Verità e il Pantheon interazione tra due misteri 2025 ISBN 9791222810669
- La lunga strada di Borca. Racconti di Cinque generazioni di vacanze in Cadore   2025 Kdp-Publishing ISBN 9798313152585

### Poesie
- De Architectura 2011[39][40]
- Pensieri Irragionevoli 2016
- Contraddire Poesie e pensieri 2025 Kdp-Publishing

### Saggistica
- Per una carta del rischio del patrimonio culturale, in Memorabilia: il futuro della memoria, Bari, Editori Laterza, 1987 ISBN 88-420-2981-5
- Pianificazione e valutazione di impatto in Urbanistica Informazioni N° 97, gennaio 1988
- Localizzazioni industriali: un approccio per l'analisi della vulnerabilità in ambito urbano, in 'Progetto CER-Censis Milano' rapporto 1988 'Il governo dell'economia, Volume I': Edizioni del Sole-24 ore, 1988
- Studi di impatto: il rapporto con gli strumenti di pianificazione territoriale in Icie Innovazione 1989
- La vulnerabilità urbana in Eupolis, Bari, Editori Laterza 1990 ISBN 88-420-3504-1
- Inquinamento indoor e politiche urbanistiche in Urbanistica Informazioni N° 115, gennaio 1991
- Pianificazione ambientale e governabilità urbana in La Città Sostenibile, Venezia, Edizioni delle autonomie 1991
- I riflessi del degrado ambientale esterno all'interno dell'abitazione in Annali di Igiene Vol. 6 N. 3, maggio 1994 ISSN 1120-9135
- Il parco dei Fori Imperiali in Roma ieri oggi domani N. 68 1994
- Legislazione ambientale e urbanistica: il problema della qualità abitativa nel recupero edilizio in Annali di Igiene Vol. 8 N. 1, gennaio 1996 ISSN 1120-9135
- Paesaggio Italiano in 1^ Conferenza Nazionale per il paesaggio Ministero per i Beni Culturali, Gangemi Editore 2000
- Bocca della Verità: era l'impluvium del Pantheon? in ArcheoRivista 2012
- The most famous stone in Rome: the Truth about the mouth of the Truth in independent.academia.edu 2015
- Bocca della Verità - Ma da dove viene? in Archeologia Viva N. 182, marzo-aprile 2017

## Mostre

### Principali mostre personali
- 2008 Art's Moment[41][42]
- 2010 Biblioteca Angelica[43][44]
- 2012 Biblioteca Angelica da Rousseau a Steinberg, con il patrocinio del Comune di Roma[45][46][47]
- 2025 La Cina è vicina, Galleria d'arte Borghini Contemporanea Roma[48][49][50]

### Principali mostre collettive
- 2009 Domiarte Roma
- 2013 Parlons d'Elle Ambasciata di Francia a Roma[51]
- 2014 Sweet and Sour, con il patrocinio del Comune di Roma
- 2015 Segni di Luce[31]
- 2019 Artisti a Palazzo V edizione, secondo premio Enrico Zarletti, a Blera[52]
- 2019 WInd Art, Torre Monaldesca, Civitella d'Agliano[12]
- 2023 Palazzo Sforza Cesarini , Genzano a cura di James Castelli